# 나경환
나경환(羅璟煥, 1957년 10월 2일 ~ )은 대한민국 충청북도 출신의 공학자이다.

## 프로필

### 학력
- 청주고등학교
- 한양대학교 기계공학 학사
- 한국과학기술원 기계공학석사/ 생산공학박사

### 경력
- 과학기술처 기계사무관 (기술고시 15회)
- 한국과학기술연구원(KIST) 선임연구원
- 일본기계기술연구원(MEL) 초빙연구원
- 한국생산기술연구원 수석연구원 (팀장)
- 한국생산기술연구원 선임연구본부장
- 과학기술부 과학기술혁신본부 기계소재심의관(겸임직)
- 한국과학재단 국책연구본부장(파견)
- 제8대 한국생산기술연구원장
- 국제과학기술비즈니스벨트 위원
- 국가과학기술위원회/주력기간산업기술전문위 위원장
- 제9대 한국생산기술연구원장
- 공학한림원 정회원
- 단국대학교 공과대학 교수
- 국가과학기술연구회 비상임이사
- 국가과학기술심의회 민간위원

## 수상 내역
- 2004년 제37회 과학의날 과학기술훈장 진보장
- 2013 미래창조과학부 장관상